# Nebrius ferrugineus
Lo squalo nutrice fulvo (Nebrius ferrugineus (Lesson, 1831)) è uno squalo della famiglia dei Ginglimostomatidi, unica specie del genere Nebrius.

## Descrizione
Raggiunge una lunghezza di 3,2 m.

## Biologia

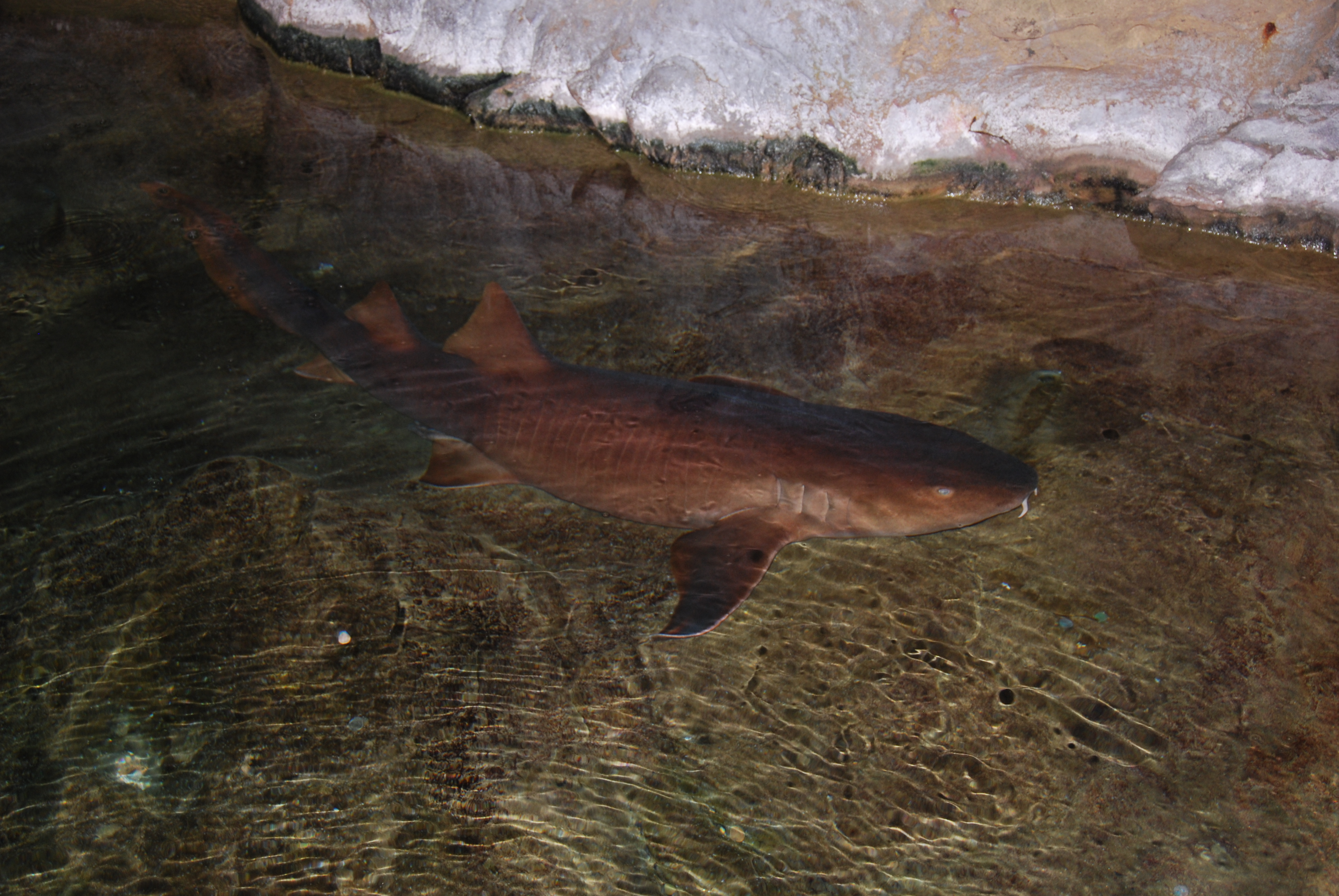
Un esemplare che nuota su una pozza

Con una forma più snella rispetto agli altri squali nutrice, si ritiene che lo squalo nutrice fulvo sia un nuotatore molto attivo. Le caratteristiche del suo corpo, testa, pinne e denti sono paragonabili ad altri squali di barriera attivi che condividono la sua gamma, come lo squalo limone. Gli squali nutrice fulvo sono principalmente notturni, anche se si dice che siano attivi a tutte le ore al largo del Madagascar, e in cattività diventeranno diurni attivi se presentati con il cibo. Durante il giorno, si possono trovare gruppi di due o più dozzine di squali che riposano all'interno di caverne e sotto sporgenze, spesso accatastati l'uno sull'altro. I singoli squali hanno piccoli range domestici a cui ritornano costantemente ogni giorno. 
Lo squalo nutrice fulvo ha pochi predatori naturali; attacchi su questa specie sono stati segnalati da squali toro e grandi squali martello maggiori
Lo squalo nutrice fulvo può essere uno dei pochi pesci specializzati alla caccia del polpo.  Si nutrono anche di coralli, ricci di mare, crostacei (ad esempio granchi e aragoste), calamari, piccoli pesci (ad esempio pesce chirurgo) e anche di serpenti di mare, raramente. Questi squali cacciano e nuotano lentamente appena sopra il fondo del mare, spingendo la testa in depressioni e buchi. Quando viene trovato un oggetto da preda, lo squalo espande con forza la sua grande faringe muscolare, creando una potente pressione negativa che succhia la preda nella sua bocca.

## Distribuzione e habitat
Vive nelle acque costiere tropicali dell'Indo-Pacifico a latitudini comprese tra i 31° N e i 24° S.

## Conservazione
La Lista rossa IUCN classifica Nebrius ferrugineus come specie vulnerabile.